# Phare de El Bluff

Le phare de El Bluff (en espagnol : Faro de El Bluff) est un phare actif situé dans la ville portuaire de El Bluff en baie de Bluefields, dans la Région autonome de la Côte caraïbe sud en Nicaragua.

## Histoire
Le phare a été construit au sommet de la colline d'une ancienne île qui est maintenant reliée au continent par un pont-jetée construit récemment.

## Description
Ce phare est une tour métallique pyramidale à claire-voie, avec une plateforme et une balise photovoltaïque de 8 m de haut. La tour est peinte en blanc de bandes horizontales noires et jaunes. Il émet, à une hauteur focale de 50 m, un éclat blanc par période de 3.8 secondes. Sa portée est de 14 milles nautiques (environ 26 km).
Identifiant : ARLHS : NIC-... - Amirauté : J6064 - NGA : 110-16500 .

### Lien connexe
- Liste des phares du Nicaragua